# THE BEST OF CHELSY
『THE BEST OF CHELSY』（ザ・ベスト・オブ・チェルシー）は、Chelsyが2018年4月18日に発表した2枚組ベストアルバム。所属事務所Honey Bee Studioの提携先でありビーイング内のレーベルであるHoney Bee Recordsから発売された（品番: HCB-012~013）。

## 概要
Chelsyは2018年2月25日付の発表で同年5月23日のワンマンライブを以て解散することを表明しており、活動終了を控えた同バンドの最後の公式発表作品となった。なお、キャリアを通じてスタジオフルアルバムをリリースしなかったバンドにとって本作が唯一のフルアルバムである。
収録内容は1枚目の"GREEN SIDE"に9曲、2枚目の"ORANGE SIDE"に9曲、計18曲から成る2枚組構成。A Records～SMAR～Honey Bee Records（ハピネット／ビーイング）とレーベルの垣根を超えて集められた7年間の活動のシングル5枚、ミニアルバム3枚のなかから集められたオールタイムベストである。初音源化曲等は含まれていないが、シングル発表時の盤種別の限定カップリング曲など入手の難しかった曲も含まれており、また全曲をリマスタリングして収録している。

## 収録曲
【GREEN SIDE】
1. Kite
作詞: 近藤ひさし、作曲・編曲: 楠野功太郎
5thシングル「Kite」(2016年)収録
映画『クハナ!』主題歌
2. YES
作詞: 近藤ひさし・丸谷マナブ、作曲・編曲: 丸谷マナブ
2nd両A面シングル「YES/Good-bye girl」(2014年)収録
3. I miss you
作詞: 近藤ひさし、作曲: AMI、編曲: 小林章太郎
4thシングル「I miss you」(2015年)収録
4. I will
作詞: 近藤ひさし、作曲・編曲: 小林章太郎
1st両A面シングル「I will/Animation」(2014年)収録
TVアニメ『アオハライド』挿入歌
5. It's fine days
作詞: 近藤ひさし、作曲・編曲: 楠野功太郎
2016年12月に配信シングルとして先行リリース、2017年5月3rdミニアルバム「WILL BE FINE TOMORROW」に収録。
映画『A.I. Love you - アイラヴユー』主題歌
6. SistAr
作詞: 近藤ひさし、作曲: SHIZUKA、編曲: 鈴木Daichi秀行
3rdシングル「SistAr」(2015年)収録
日本テレビ『バズリズム』EDテーマ
7. escape
作詞: 近藤ひさし、作曲: MIO・鈴木Daichi秀行、編曲: 鈴木Daichi秀行
2ndミニアルバム「ESCAPE ON THE WEEKEND」(2016年)収録
KONAMI アーケード音楽シミュレーションゲーム『GITADORA Tri-Boost』収録
8. Good-bye girl
作詞: 近藤ひさし・中村僚・中村友、作曲・編曲: 中村僚・中村友
2nd両A面シングル「YES/Good-bye girl」(2014年)収録
9. Town
作詞: AMI・秦建日子、作曲: AMI・立石一海、編曲: 立石一海
5thシングル「Kite」カップリング曲
映画『クハナ!』エンディング曲

【ORANGE SIDE】
1. Restart
作詞: 近藤ひさし、作曲: AMI、編曲: 小林章太郎
3rdミニアルバム「WILL BE FINE TOMORROW」収録
テレビ朝日系『musicるTV』オープニング曲
2. My Way
作詞: 近藤ひさし・丸谷マナブ、作曲・編曲: 丸谷マナブ
1st ミニアルバム「I'LL BE ON MY WAY」(2014年)収録
3. Shutter
作詞・作曲: MIO、編曲:オダクラユウ
1st ミニアルバム「I'LL BE ON MY WAY」収録
4. It's a Small World
作詞: 近藤ひさし、作曲・編曲: COZZi
2ndミニアルバム「ESCAPE ON THE WEEKEND」収録
テレビ東京系列『ソレダメ!〜あなたの常識は非常識!?〜』エンディング曲
5. I will (acoustic version)
作詞: 近藤ひさし、作曲・編曲: 小林章太郎
SistAr＜Type-B＞カップリング曲
6. Change My Life
作詞: 近藤ひさし、作曲: 山本聡、編曲: 野村陽一郎
「I miss you」＜通常盤A＞カップリング曲
7. Happy End
作詞・作曲: MIO
SistAr＜通常盤＞カップリング曲
8. Rain
2ndミニアルバム「ESCAPE ON THE WEEKEND」収録
9. Blue Moon
3rdミニアルバム「WILL BE FINE TOMORROW」収録